# Temple of the Lost Race
Temple of the Lost Race – minialbum greckiego zespołu deathmetalowego Septic Flesh wydany we wrześniu 1991 roku przez Black Power Records. Utwory z tego albumu znalazły się na reedycji albumu Mystic Places of Dawn z 2013 roku wydanej przez Season of Mist. Utwory "Erebus", " Temple of the Lost Race " i "Setting of the Two Suns" zostały ponownie nagrane na albumie A Fallen Temple.

## Lista utworów
1. "Erebus" – 5:26
2. "Another Reality" – 4:41
3. "Temple of the Lost Race" – 7:24
4. "Setting of the Two Suns" – 4:07

## Sklad zespołu
- Spiros Antoniou – vokal, gitara basowa
- Sotiris Vayenas – gitara
- Christos Antoniou – gitara
- Dimitris Valasopoulos – perkusja